# Roberto Carballés Baena
Roberto Carballés Baena (* 23. März 1993 in Teneriffa) ist ein spanischer Tennisspieler.

## Karriere
Roberto Carballés Baena ist vor allem auf der ATP Challenger Tour und der ITF Future Tour aktiv. Auf Challenger-Ebene gewann er 2015 zwei Titel in Marokko, während er neun Einzel- und vier Doppeltitel auf der Future Tour gewann. Auf der World Tour qualifizierte der Spanier sich erstmals 2014 in Casablanca für ein Hauptfeld. In diesem erreichte er sogleich sein erstes Halbfinale, das er gegen seinen Landsmann Guillermo García López in drei Sätzen verlor. Bis dahin schlug unter anderem den Top-40-Spieler João Sousa. Sein Debüt auf der World Tour gab er bereits 2013 in Barcelona, als er dank einer Wildcard direkt im Hauptfeld antrat.
2016 bei den French Open bestritt er sein erstes Match bei einem Grand-Slam-Turnier.

## Erfolge
| Legende (Anzahl der Siege)  |
| Grand Slam                  |
| ATP World Tour Finals       |
| ATP World Tour Masters 1000 |
| ATP World Tour 500          |
| ATP World Tour 250 (3)      |
| ATP Challenger Tour (13)    |

| Titel nach Belag |
| Hartplatz (1)    |
| Sand (2)         |
| Rasen (0)        |

### Einzel

#### Turniersiege

##### ATP World Tour
| Nr. | Datum            | Turnier    | Belag | Finalgegner          | Ergebnis       |
| --- | ---------------- | ---------- | ----- | -------------------- | -------------- |
| 1.  | 11. Februar 2018 | Quito      | Sand  | Albert Ramos Viñolas | 6:3, 4:6, 6:4  |
| 2.  | 9. April 2023    | Marrakesch | Sand  | Alexandre Müller     | 4:6, 7:63, 6:2 |

##### ATP Challenger Tour
| Nr. | Datum              | Turnier           | Belag | Finalgegner             | Ergebnis         |
| --- | ------------------ | ----------------- | ----- | ----------------------- | ---------------- |
| 1.  | 19. September 2015 | Kenitra           | Sand  | Oriol Roca Batalla      | 6:1, 5:1 Aufgabe |
| 2.  | 11. Oktober 2015   | Mohammedia        | Sand  | Kamil Majchrzak         | 7:64, 6:2        |
| 3.  | 30. Juli 2017      | Cortina d’Ampezzo | Sand  | Gerald Melzer           | 6:1, 6:0         |
| 4.  | 27. August 2017    | Manerbio          | Sand  | Guillermo García López  | 6:4, 2:6, 6:2    |
| 5.  | 14. Oktober 2018   | Barcelona         | Sand  | Pedro Martínez          | 1:6, 6:3, 6:0    |
| 6.  | 14. April 2019     | Murcia            | Sand  | Mikael Ymer             | 2:6, 6:0, 6:2    |
| 7.  | 19. Mai 2019       | Lissabon          | Sand  | Facundo Bagnis          | 2:6, 7:65, 6:1   |
| 8.  | 17. April 2021     | Belgrad           | Sand  | Damir Džumhur           | 6:4, 7:5         |
| 9.  | 21. Mai 2022       | Tunis             | Sand  | Gijs Brouwer            | 6:1, 6:1         |
| 10. | 10. September 2022 | Sevilla (1)       | Sand  | Bernabé Zapata Miralles | 6:3, 7:66        |
| 11. | 9. September 2023  | Sevilla (2)       | Sand  | Calvin Hemery           | 6:3, 6:1         |
| 12. | 13. Juli 2024      | Braunschweig      | Sand  | Botic van de Zandschulp | 6:1, 6:3         |
| 13. | 7. September 2024  | Sevilla (3)       | Sand  | Daniel Altmaier         | 6:3, 7:5         |

#### Finalteilnahmen
| Nr. | Datum         | Turnier    | Belag | Finalgegner       | Ergebnis |
| --- | ------------- | ---------- | ----- | ----------------- | -------- |
| 1.  | 7. April 2024 | Marrakesch | Sand  | Matteo Berrettini | 5:7, 2:6 |

### Doppel

#### Turniersiege
| Nr. | Datum            | Turnier           | Belag | Partner                     | Finalgegner                  | Ergebnis  |
| --- | ---------------- | ----------------- | ----- | --------------------------- | ---------------------------- | --------- |
| 1.  | 29. Februar 2020 | Santiago de Chile | Sand  | Alejandro Davidovich Fokina | Marcelo Arévalo Jonny O’Mara | 7:63, 6:1 |

## Abschneiden bei Grand-Slam-Turnieren

### Einzel
| Turnier         | 2014 | 2015 | 2016 | 2017 | 2018 | 2019 | 2020 | 2021 | 2022 | 2023 | 2024 | 2025 | Karriere |
| --------------- | ---- | ---- | ---- | ---- | ---- | ---- | ---- | ---- | ---- | ---- | ---- | ---- | -------- |
| Australian Open | Q1   | —    | —    | Q2   | Q1   | 1    | 1    | 2    | 1    | 1    | 1    | 3    | 3        |
| French Open     | Q1   | Q3   | 1    | Q1   | 1    | 2    | 3    | 1    | 2    | 2    | 2    | —    | 3        |
| Wimbledon       | —    | Q1   | —    | Q1   | 1    | 1    |      | 1    | 1    | 2    | 1    | 1    | 2        |
| US Open         | Q1   | —    | —    | —    | 2    | 1    | 2    | 2    | 2    | 2    | 2    |      | 2        |

Zeichenerklärung: S = Turniersieg; F, HF, VF, AF = Einzug ins Finale / Halbfinale / Viertelfinale / Achtelfinale; 1, 2, 3 = Ausscheiden in der 1. / 2. / 3. Hauptrunde; Q1, Q2, Q3 = Ausscheiden in der 1. / 2. / 3. Qualifikationsrunde; nicht ausgetragen